# Stazione meteorologica di Cortina d'Ampezzo
La stazione meteorologica di Cortina d'Ampezzo è la stazione meteorologica di riferimento relativa alla località montana di Cortina d'Ampezzo.

## Coordinate geografiche
La stazione meteorologica è situata nell'Italia nord-orientale, nel Veneto, in provincia di Belluno, nel comune di Cortina d'Ampezzo, a 1.275 metri s.l.m. e alle coordinate geografiche 46°19′N 12°48′E.

## Dati climatologici
Secondo i dati medi del trentennio 1961-1990, la temperatura media del mese più freddo, gennaio, si attesta a -2,5 °C, mentre quella del mese più caldo, luglio, è di +15,4 °C
.
| Cortina d'Ampezzo  | Mesi | Mesi | Mesi | Mesi | Mesi | Mesi | Mesi | Mesi | Mesi | Mesi | Mesi | Mesi | Stagioni | Stagioni | Stagioni | Stagioni | Anno |
| Cortina d'Ampezzo  | Gen  | Feb  | Mar  | Apr  | Mag  | Giu  | Lug  | Ago  | Set  | Ott  | Nov  | Dic  | Inv      | Pri      | Est      | Aut      | Anno |
| ------------------ | ---- | ---- | ---- | ---- | ---- | ---- | ---- | ---- | ---- | ---- | ---- | ---- | -------- | -------- | -------- | -------- | ---- |
| T. max. media (°C) | 2,5  | 4,3  | 7,2  | 11,1 | 15,8 | 19,2 | 21,6 | 20,8 | 18,6 | 13,6 | 6,9  | 3,5  | 3,4      | 11,4     | 20,5     | 13,0     | 12,1 |
| T. min. media (°C) | −7,6 | −6,6 | −3,4 | 0,3  | 4,2  | 7,5  | 9,1  | 8,9  | 6,3  | 2,3  | −1,9 | −6,1 | −6,8     | 0,4      | 8,5      | 2,2      | 1,1  |